# Michael Theunissen
Michael Theunissen (* 11. Oktober 1932 in Berlin; † 18. April 2015 ebenda) war ein deutscher Philosoph. Als ordentlicher Professor für Philosophie lehrte er in Bern, Heidelberg und Berlin.

## Biographie
Michael Theunissen, Sohn von Elfriede Theunissen, geborene Thoss, und des Schriftstellers Gert H. Theunissen, studierte Philosophie und Germanistik in Bonn und Freiburg im Breisgau. Als seinen wichtigsten philosophischen Lehrer - im späteren Leben dann explizit auch „Gegner“ - bezeichnete er Martin Heidegger. 1955 wurde er in Freiburg bei Max Müller mit der Arbeit Der Begriff „Ernst“ bei Sören Kierkegaard zum Dr. phil. promoviert. Nach Tätigkeit von 1959 bis 1964 als wissenschaftlicher Assistent Wilhelm Weischedels an der FU Berlin habilitierte er sich dort 1964 mit der Schrift Der Andere. Studien zur Sozialontologie der Gegenwart und war daraufhin von 1964 bis 1967 Dozent an der FU Berlin. Er übernahm von 1967 bis 1971 eine ordentliche Philosophie-Professur an der Universität Bern in der Schweiz und wurde 1971 an die Universität Heidelberg berufen, wo er bis 1980 lehrte. Theunissen war evangelisch. Von 1980 an hatte er bis zu seiner Emeritierung 1998 den Lehrstuhl für Theoretische Philosophie an der Freien Universität Berlin inne. Hauptbereiche seiner Forschungen und Publikationen waren die Philosophie Hegels und Kierkegaards, die moderne Sozialphilosophie und Phänomenologie, die Philosophie der Zeit sowie der altgriechische Dichter Pindar und die archaische griechische Lyrik. Im Jahr 1995 wurde er von der Theologischen Fakultät der Universität Kopenhagen mit dem Ehrendoktorat ausgezeichnet.  Weitere Ehrendoktorwürde verliehen ihm die Kultur- und Sozialwissenschaftliche Fakultät der Universität Luzern mit dem Ehrendoktorat 2003 sowie die Theologische Fakultät der Georg-August-Universität Göttingen 2005.
„Seine zahlreichen, scharfsinnigen und gelehrten Schriften zur Philosophie der Neuzeit und der Antike haben Michael Theunissen in der Fachwelt zu einem der prominentesten Philosophen der Gegenwart werden lassen“, sagte Joachim Ringleben, Systematiker an der Göttinger Theologischen Fakultät, der den Wissenschaftler zugleich als „akademischen Lehrer mit einer ungewöhnlich großen Ausstrahlung“ bezeichnete. Für die Theologie und Religionsphilosophie habe Theunissen besondere Bedeutung durch seine Arbeiten zur Ich-Du-Beziehung, zur Offenbarung, zur philosophischen Christologie, zur Verzweiflung und zum Gebet.
Seine theologische und philosophische Arbeit wurde mit zahlreichen Ehrungen und Preisen ausgezeichnet, so z. B. dem Dr.-Leopold-Lucas-Preis 2001, dem Karl-Jaspers-Preis (Heidelberg, 2004), dem Hegel-Preis (Stuttgart, 2015 posthum) und mehreren Ehrendoktorwürden. Zu seinen Schülern gehören Emil Angehrn, Karen Gloy, Günter Figal, Ulrich Pothast, Hinrich Fink-Eitel, Georg Lohmann, Christian Iber, Lore Hühn, Axel Hutter, Uwe Justus Wenzel, Brigitte Hilmer, Tilo Wesche und Stascha Rohmer.

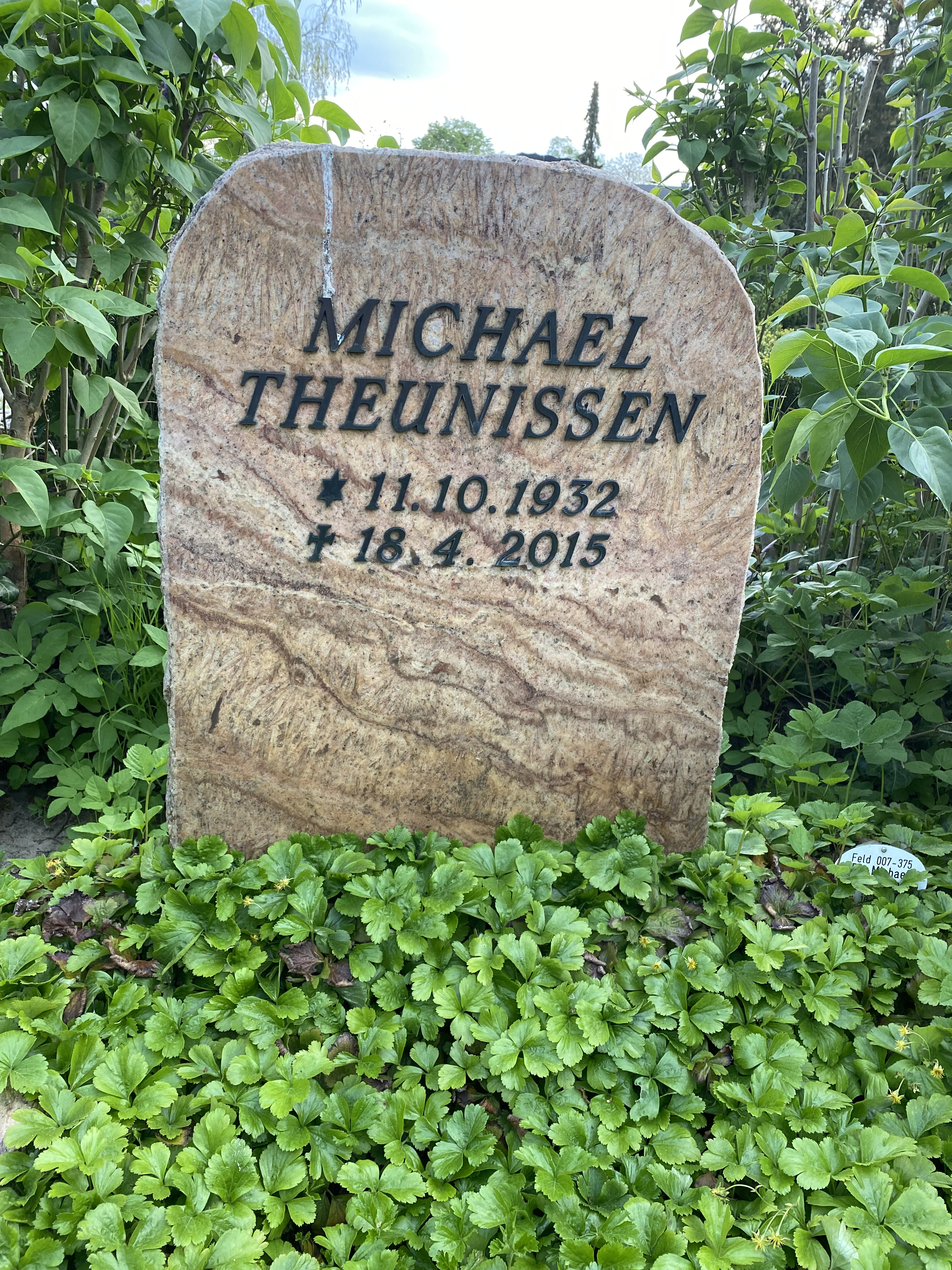
Grabstätte auf dem Friedhof Zehlendorf

Michael Theunissen war ab 1962 mit Anneliese Theunisse, geborene Stolz, verheiratete und hatte zwei Kinder (Viola und Oliver). Er starb in seinem 83. Lebensjahr und erhielt seine letzte Ruhestätte auf dem Friedhof Zehlendorf; sein wissenschaftlicher Nachlass befindet sich im Deutschen Literaturarchiv Marbach.

## Veröffentlichungen (Auswahl)
- Der Begriff Ernst bei Søren Kierkegaard (= Symposion. 1). Verlag Karl Alber, Freiburg i. Br. / München 1958, ISBN 3-495-44030-5.
- Der Andere. Studien zur Sozialontologie der Gegenwart. De Gruyter, Berlin 1965; 2. Auflage ebenda 1977, ISBN 3-11-008657-3.
- Gesellschaft und Geschichte: Zur Kritik der kritischen Theorie. De Gruyter, Berlin 1969; 2. Auflage 1981, ISBN 3-11-008687-5.
- Hegels Lehre vom absoluten Geist als theologisch-politischer Traktat. De Gruyter, Berlin 1970.
- Sein und Schein: die kritische Funktion der Hegelschen Logik. Suhrkamp, Frankfurt am Main 1978, ISBN 3-518-07209-9; 2. Auflage 1980 (= stw. Band 314), ISBN 3-518-07914-X.
- Selbstverwirklichung und Allgemeinheit: zur Kritik des gegenwärtigen Bewusstseins. De Gruyter, Berlin / New York 1982, ISBN 3-11-008781-2.
- Negative Theologie der Zeit. Suhrkamp, Frankfurt am Main 1991 (= Suhrkamp-Taschenbuch Wissenschaft. Band 938), ISBN 3-518-28538-6.
- Das Selbst auf dem Grund der Verzweiflung. Hain, Frankfurt am Main 1991 (= Anton Hain. Nr. 14), ISBN 3-445-06014-2.
- Der Begriff Verzweiflung: Korrekturen an Kierkegaard. Suhrkamp, Frankfurt am Main 1993 (= Suhrkamp-Taschenbuch Wissenschaft. Band 1062), ISBN 3-518-28662-5.
- Pindar: Menschenlos und Wende der Zeit. Beck, München 2000, ISBN 3-406-46169-7; 3. Auflage 2008.
- Reichweite und Grenzen der Erinnerung. Mohr Siebeck, Tübingen 2001.
- Schicksal in Antike und Moderne (Erweiterte Fassung eines Vortrags, gehalten in der Carl-Friedrich-von-Siemens-Stiftung am 17. Mai 2004). Carl-Friedrich-von-Siemens-Stiftung, München 2004.